# Elêna Maria de Lamare Occhioni
Elêna Maria de Lamare Occhioni (1955 ) es una botánica brasileña, que ocupa una posición de investigadora y curadora en el "Instituto de Pesquisas" del Jardín Botánico de Río de Janeiro. Ha colaborado con la edición de Flora Fanerogâmica do Estado de São Paulo, Brasil. Ha realizado extensas investigaciones sobre correlación entre forma y función, anatomía y ultraestructura, y en diversidad vegetal y evolución de los caracteres morfoanatómicas de los órganos vegetativos y reproductivos.
En 1981, obtuvo su maestría en Ciencias Biológicas con especialidad en botánica por la Universidad Federal de Río de Janeiro; y, en 1989 el doctorado en Ciencias Biológicas con especialidad en botánica por la Universidad de São Paulo.; realizando la defensa de la tesis, titulada Morfologia e anatomia dos órgãos vegetativos em desenvolvimento de Marcgravia polyantha Delpino (Marcgraviaceae).

## Algunas publicaciones
- cecília m. Rizzini, cézio Pereira, elena m. de Lamare Occhioni, fernando vieira Agarez. 1990. Consideraçoes sobre a ocorrência de Cactaceae na apa de Maracá, Rio de Janeiro, Brasil. Acta bot.bras. 4 (2): 171-182 en línea

- david a. Neill, elena m. de Lamare Occhioni. 1989. A new species of Stryphnodendron (Fabaceae: Mimosoideae) from Amazonian Ecuador. Ann. of the Missouri Bot. Garden (impact factor: 1.83) 76 (1): 357-359

## Honores
Editora
- 2009 y continua Acta Botanica Brasílica[3]

Revisora de publicaciones periódicas
- Revista Árvore
- Hoehnea (São Paulo)
- Leandra (UFRJ)
- Rodriguesia
- Bradea (Río de Janeiro)
- Revista de Biología Neotropical

### Eponimia
- (Malvaceae) Pavonia occhionii Krapov.[4]
- La abreviatura «Occhioni f.» se emplea para indicar a Elêna Maria de Lamare Occhioni como autoridad en la descripción y clasificación científica de los vegetales.[5]